# 대한장기협회
대한장기협회(大韓將棋協會, Korea Janggi Association)는 민족고유의 기예인 장기를 계승보존하고 장기도의 건전한 발전과 보급향상을 도모하기 위하여 1999년 7월 6일 설립된 대한민국 문화체육관광부 소관의 사단법인으로 프로 장기 기사의 입단, 저작권, 컨텐츠관리, 장기 기전의 운영등 장기와 관련된 제반 업무를 총괄한다. 사무실은 서울특별시 성북구 성북로 2길 19 2층에 있다.

## 역사
정신강화 스포츠인 전통장기를 발전시키기 위하여 1956년 장기계의 뜻있는 고수들이 모여 장기의 기도를 확립하고 장기의 오묘성을 더 높이고 보다 체계적으로 장기의 기능을 발전시키기 위해 당시 조선 8도 고수들인 임제민, 이정석, 안성흥 등 8명의 팔도 고수들이 모여 만든 '한국기도원'을 창설한 것이 발단이 되었다. 1967년에 한국장기원으로 개명을 하였고, 1973년에 다시 한국장기협회로 명칭을 바꾸었으며 30년동안 임의단체로 명맥을 유지해 오다가 1986년 6월 23일 사단법인 한국장기협회가 정부로부터 승인받았으나 1993년 8월 법인체가 해산되어 다시 임의단체가 되었다. 이를 계기로 협회는 약 5년간 양분화 체제로 유지되었다. 1994년 김응술9단이 주축이 되어 대한장기협회를 창설 문화체육부로부터 사단법인으로 허가 받아 출발하였으며 1개월 뒤 최사정씨의 민속장기협회가 뒤이어 법인체 허가를 받음으로써, 장기협회는 2개의 단체로 양존하게 되었다. 이후 5년만인 1999년 5월, 양 단체 대표(최사정, 김응술)의 합의하에 두 단체를 합친 새로운 유일 단체인 (사)대한장기협회로 1999년 7월 새롭게 출발하였다. 현재 회장은 2015년 5월에 취임한 6대 회장 김승래九단이 현재 활동중이다. 그러나 현재 대한장기연맹과 대한궁장기연맹이 설립되어 3개의 장기협회가 있게되었다.

## 연혁
- 1956년 10월 9일 한국기도원 창립
- 1967년 한국장기원 개명
- 1973년 한국장기협회 개명
- 1986년 6월 23일 사단법인 한국장기협회 등록 (문교부 539호)
- 1993년 8월 사단법인 한국장기협회 해산.
- 1994년 5월 16일 사단법인 대한장기협회 창립
- 1994년 6월 20일 사단법인 한국민속장기협회 창립
- 1999년 5월 10일 한국민속장기협회와 대한장기협회 통합
- 1999년 7월 사단법인 대한장기협회 허가 취득

## 주요 사업
- 장기의 역사 탐구, 보존, 발전
- 전문기사(프로)와 동호인 육성, 발굴 및 통솔.
- 단급제도의 제정 및 육성, 규칙제정, 저작권, 컨텐츠 관리.
- 입단, 승단, 승급, 기타 장기대회 주최 및 주관.
- 장기에 관한 도서출판 및 보급.
- 장기 보급 발전을 위한 홍보및 교육사업.
- 해외지부 설립 및 대회후원, 주최, 주관.
- 통일에 대비하여 장기로 민족 동질성 회복에 기여.
- 전기 각호에 관계되는 부대사업 일체.

## 역대 회장

#### 임의 단체
- 1956년 초대회장 현태호 한양대 교수
- 1957년 2대회장 손도심 국회의원
- 1965년 3대회장 임제민 장기인
- 1965년 4대회장 이정석 장기인
- 1976년 5대회장 손도심 국회의원
- 1976년 6대회장 정성철 고려인삼 대표
- 1976년 7대회장 권용필 장기인
- 1983년 8대회장 백용운 장기인
- 1983년 9대회장 윤성호 장기인
- 1984년 10대회장 김천석 장기인
- 1986년 11대회장 류규상 장기인

#### 사단법인 한국장기협회
- 1986년 초대 회장 류규상 장기인 역임.
- 1988년 2 대 회장 이일훈 장기인 역임.
- 1990년 3 대 회장 이일훈 장기인 역임.
- 1993년 4 대 회장 최사정 장기인 역임.

#### 사단법인 대한장기협회
- 1994년 초대 회장 김응술 장기인 역임.

#### 사단법인 한국민속장기협회
- 1994년 초대 회장 최사정 장기인 역임.

- 1999년 사단법인 대한장기협회와 한국민속장기협회 통합.

#### 사단법인 대한장기협회
- 1999년 초대 회장 김응술 장기인 역임.
- 2002년 2 대 회장 김응술 장기인 역임.
- 2006년 3 대 회장 김응술 장기인 역임.
- 2010년 4 대 회장 김응술 장기인 역임.
- 2014년 5 대 회장 전만황 장기인 역임.
- 2015년 6 대 회장 김승래 장기인

## 현역 소속 프로 장기 기사(기사 목록)
| 단(段) | 기사 수 | 프로 기사 명단 |
| ------ | ------- | --- |
| 九단   | 15명    | 권장섭, 최성우, 김승래, 송종일, 김두성, 박원식, 박재영, 성광환, 이흥상, 장배형, 장정훈, 정복성, 정상규, 주경덕, 최보규       |
| 八단   | 6명     | 김기형, 김도국, 김종만, 이금용, 강철원, 이흥상                                                                               |
| 七단   | 6명     | 김권윤, 김진태, 이근수, 이창원, 장소룡, 최길섭                                                                               |
| 六단   | 7명     | 김기회, 김 주, 박원국, 선희정, 유종범, 윤정보, 현경애                                                                        |
| 五단   | 6명     | 김도경, 박시정, 양승태, 장하영, 최민혁, 표세철                                                                               |
| 四단   | 9명     | 강호필, 김용선, 류영승, 박광섭, 오세광, 이민주, 조병운, 차삼성, 추광후                                                       |
| 三단   | 15명    | 강공명, 강동호, 권명혁, 김건우, 김동균, 김보경, 김연경, 김태조, 박대근, 안천순, 윤병세, 주영보, 최낙찬, 최준덕, 한현재       |
| 二단   | 16명    | 김병철, 김준현, 김진수, 박만배, 박시현, 박정대, 백상천, 신석길, 안기수, 양광규, 엄우람, 오재유, 이종익, 장철, 최수범, 최은현 |
| 初단   | 60명    | 강성훈 외 59명 |
| 합계   | 140명   | |